# Pasco (Washington)
Pasco ist eine City im US-Bundesstaat Washington mit 77.108 Einwohnern (2020) in den Vereinigten Staaten und Verwaltungssitz (County Seat) des Franklin County. Sie liegt an der Mündung des Snake- in den Columbia River.

## Demografie
Zum Zeitpunkt der Volkszählung im Jahre 2000 (U.S. Census 2000) hatte die Stadt 32.066 Einwohner auf einer Landfläche von 72,7 km². Das Durchschnittsalter betrug 26,6 Jahre (nationaler Durchschnitt der USA: 35,3 Jahre). Das Pro-Kopf-Einkommen (engl. per capita income) lag bei 13.404 US-Dollar (nationaler Durchschnitt der USA: 21.587 US-Dollar). 23,3 % der Einwohner lagen mit ihrem Einkommen unter der Armutsgrenze (nationaler Durchschnitt der USA:12,4 %). Etwa 7,7 % der Einwohner Pascos sind deutschstämmig.
Bei der Volkszählung im Jahre 2010 (US-Volkszählung 2010) hatte die Stadt bereits 59.781 Einwohner. Eine Schätzung für die Einwohnerzahl 2011 geht bereits von 63.186 aus, das Wachstum der Stadt liegt damit fast viermal so hoch wie das durchschnittliche Wachstum im Bundesstaat Washington, dessen Wachstum selbst bereits deutlich über dem Durchschnitt der Vereinigten Staaten liegt.

## Sonstiges
Pasco gehört mit den beiden benachbarten Städten Kennewick und Richland zur Metropolregion Tri-Cities, in der etwa 200.000 Menschen leben. Die Metropolregion verfügt über einen in Pasco beheimateten Flughafen, den Tri-Cities Airport.

## Persönlichkeiten
- Brian Urlacher (* 1978), American-Football-Spieler